# 오노 마사토시
오노 마사토시(일본어: 小野正利, 1967년 1월 29일 ~ )는 일본의 가수이다.

## 생애
오노 마사토시는 1967년 1월 29일에 도쿄도 아다치구에서 출생했다. 1992년에 데뷔하기 시작해 2003년까지 솔로 활동을 통해 앨범을 냈다.
원래 사회과 교사를 목표로 하고 있었으나 센슈 대학교 법학부를 중퇴하고 1992년에 데뷔해 4 옥타브의 음역을 가진 것으로 알려지면서 해외의 HR/HM 가수로 손색없을 정도로 선명하고 관통하는 하이톤 보이스로 화제가 되었다. 최근들어 고음을 사용하고 있지만 중저음 영역도 살린 창법을 확립해 함성점을 느끼게하지 않는 믹스 보이스로 HR/HM에서 발라드까지 다양한 장르에서 활동하고 있다. 또한 일본 TV 계열의 흉내 배틀에서 독특한 하이톤을 살린 흉내를 연출해 고정 출연자로 자리매김 하고 있다. 현재는 자신의 가수 활동과 보컬 트레이너와 함께 병행하면서 수석 강사로 교육생을 양성하는 데 주력하고 있다.
이후 한 동안 활동이 뜸했다가 2009년 9월에 탈퇴한 보컬의 공백을 채우기 위해 Galneryus에 가입했다.

## 앨범
- 다음은 솔로 활동 당시 앨범을 낸 작품으로 여기서 Galneryus가 낸 앨범을 제외한다.

### 싱글 앨범
| 순서 | 발매             | 제목                                           |
| ---- | ---------------- | ---------------------------------------------- |
| 1st  | 1992년 5월 21일  | ピュアになれ                                   |
| 2nd  | 1992년 6월 21일  | 虹〜ろくでなしBLUES〜                          |
| 3rd  | 1992년 8월 1일   | You're the Only                                |
| 4th  | 1992년 11월 1일  | Fly Away                                       |
| 5th  | 1993년 2월 21일  | Forever My Love                                |
| 6th  | 1993년 5월 21일  | もっと美しくなれ                               |
| 7th  | 1993년 11월 21일 | Believe                                        |
| 8th  | 1994년 10월 21일 | もう一度 君が欲しい                            |
| 9th  | 1995년 7월 21일  | いつのまにか君を                               |
| 10th | 1995년 8월 21일  | キレイだね                                     |
| 11th | 1995년 10월 1일  | いつのまにか君を(アコースティック・バージョン) |
| 12th | 1996년 3월 25일  | 二人だけのSTORIES                              |
| 13th | 1996년 5월 22일  | 君にきた夏                                     |
| 14th | 1996년 6월 21일  | Loving You                                     |
| 15th | 1997년 6월 25일  | Sympathy                                       |
| 16th | 1997년 11월 26일 | なにがいま僕にできるだろう                     |
| 17th | 1999년 2월 1일   | Heart                                          |
| 18th | 1999년 11월 20일 | Feeling                                        |
| 19th | 2000년 12월 22일 | WHITE NIGHT                                    |
| 20th | 2003년 11월 19일 | I wish〜I hope                                 |
| 21st | 2011년 12월 21일 | departure!                                     |
| 22nd | 2014년 7월 16일  | KNOCK ON YOUR GATE!                            |

### 오리지널 앨범
| 순서 | 발매             | 제목                       |
| ---- | ---------------- | -------------------------- |
| 1st  | 1992년 9월 9일   | VOICE of HEART             |
| 2nd  | 1993년 4월 21일  | M.ONO                      |
| 3rd  | 1993년 12월 12일 | With All My Heart          |
| 4th  | 1994년 11월 21일 | Tenderness                 |
| 5th  | 1996년 8월 1일   | X・CROSS                   |
| 6th  | 1997년 12월 17일 | Fragments                  |
| 7th  | 2003년 5월 21일  | REBIRTH                    |
| 8th  | 2004년 11월 24일 | 冬色物語〜Winter Stories〜 |

### 컴플레이션 앨범
| 발매             | 제목                      |
| ---------------- | ------------------------- |
| 1995년 10월 21일 | The Best Single Selection |
| 2008년 11월 26일 | GOLDEN☆BEST 小野正利      |

### 커버 앨범
| 발매            | 제목                     |
| --------------- | ------------------------ |
| 1994년 6월 1일  | For Pure Lovers          |
| 2011년 10월 5일 | The Voice -Stand Proud!- |

### 라이브 앨범
| 발매           | 제목                                            |
| -------------- | ----------------------------------------------- |
| 2013년 8월 7일 | PUBLIC RECORDING BIRTHDAY LIVE 2013「TAKE ONE」 |

### 비디오・DVD 앨범
| 순서 | 발매             | 제목                                        |
| ---- | ---------------- | ------------------------------------------- |
| 1    | 1992년 12월 12일 | VOICE of HEART                              |
| 2    | 1993년 10월 1일  | LIVE in VOICE III TOUR                      |
| 3    | 1995년 11월 22일 | The Single Selection                        |
| 4    | 2003년 2월       | REBIRTH 〜10th anniversary〜                |
| 5    | 2009년 10월      | 小野正利 BIRTHDAY LIVE @ duo MUSIC EXCHANGE |